# László Kovács (politico)
László Kovács (/ˈlaːsloː ˈkovaːʧ/) (Budapest, 3 luglio 1939) è un politico e diplomatico ungherese.

## Biografia
È stato Commissario europeo per la fiscalità e l'unione doganale nella Commissione Barroso I, dopo aver svolto l'attività di ministro degli esteri presso l'esecutivo ungherese (dal 1994 al 1998 e dal 2002 al 2004) e di presidente del Partito Socialista Ungherese (dal 1998 al 2004).
Nel 2004 Kovács è stato proposto, in rappresentanza dell'Ungheria, come Commissario per l'energia all'interno della Commissione Barroso I; il Parlamento europeo, adducendo una sua apparente inadeguatezza al ruolo e anche in virtù di altri problemi emersi con diversi esponenti della Commissione, rifiutò di concedere la fiducia all'esecutivo europeo, costringendo il Primo Commissario José Manuel Durão Barroso ad una parziale revisione della distribuzione degli incarichi. Alla fine, quando la nuova Commissione entrò ufficialmente in carica il 22 novembre 2004, Kovács ricevette il portafoglio della Fiscalità e dell'Unione Doganale.